# Eduard Friesland
Eduard Friedrich August Friesland (* 21. Februar 1841 in Braunschweig; † 17. April 1911 in Hannover) war ein deutscher Gymnasialprofessor, Philologe, Geograph und Reisender.

## Leben
Friesland, Sohn eines Oberpostmeisters in Bremen, verbrachte seine Jugend in Bremen und legte zur Immatrikulation ein „rite“-Abiturzeugnis aus Bremen vor. Er trat im Sommersemester (SS) 1860 der Burschenschaft Hannovera bei, war im Sommersemester 1861 dort Zweitchargierter, im Wintersemester 1861/62 Erstchargierter und später Schriftwart. Ab 1860 studierte er Alte Sprachen und Geographie zunächst an der Universität Göttingen, in Berlin und dann an der Universität Halle und wurde zu Ostern 1864 in Halle mit der Dissertation Quaestionum Pindaricanum specimen zum Dr. phil. promoviert.
Von Ostern 1864 bis Ostern 1865 leitete er die Privatknabenschule zu Teterow in Mecklenburg-Schwerin, wurde Ostern 1865 als Hilfslehrer an das Gymnasium zu Bremen berufen und erwarb dort später durch das Examen vor der wissenschaftlichen Prüfungskommission die Qualifikation für das höhere Lehrfach. Er war seit dem Gymnasialprofessor am Alten Gymnasium zu Bremen und dort zuletzt zweiter Mann nach dem Direktor. Er unterrichtete Latein, Griechisch und Geographie.
Ostern 1908 wurde er in den Ruhestand versetzt, war zu diesem Zeitpunkt Witwer und folgte einer Einladung seines Sohnes Gustav Friesland, der in Hongkong war, ihn zu besuchen. Er fuhr von Genua aus über Sues und Ceylon nach Hongkong, wo er vom 18. Dezember 1908 bis zum 26. Februar 1909 Gast seines Sohnes war, reiste danach durch Nordchina und Japan, kehrte nach Hongkong zurück und fuhr (zusammen mit seinem Sohn) am 22. April 1909 mit dem deutschen Reichspostdampfer Prinz Sigismund über Manila, die deutschen Kolonien in Neuguinea und auf den Karolinen, bis nach Australien, später von dort über Neuseeland, Fidji, Hawaii, Vancouver und den amerikanischen Kontinent zurück nach Europa. Über seine Weltreise hat er einen umfangreichen Bericht verfasst.
Zurück in Deutschland zog er zu einem Sohn nach Hannover-Kirchrode, wo er am 17. April 1911 starb. Begraben wurde er auf dem Stöckener Friedhof.

## Werke
- Quaestionum [quaestiones] Pindaricanum specimen, philosophische Dissertation (Latein), Halle (Saale): Ploetz 1864
- Beiträge zur Geschichte der geographischen Literatur Deutschlands., im Programm der Hauptschule zu Bremen, Bremen: Dubbers 1870. (digitalisat)
- Lehrerkollegium des zu Ostern 1858 aus der Gelehrtenschule hervorgegangenen und zu Ostern 1905 geteilten Gymnasiums zu Bremen, im Programm der Hauptschule zu Bremen, Bremen 1905. (digitalisat)
- Von meiner Weltreise. Erinnerungen von Prof. Dr. Eduard Friesland. Aus dem Nachlass des Verfassers herausgegeben von Gustav Friesland, Hongkong, Hannover, Norddeutsche Verlagsanstalt O. Goedel, 1912